# Trupanea nigripennis
Trupanea nigripennis är en tvåvingeart som beskrevs av Hardy 1980. Trupanea nigripennis ingår i släktet Trupanea och familjen borrflugor. Inga underarter finns listade i Catalogue of Life.